# Maria Josepha của Sachsen
Maria Josepha của Sachsen (31 tháng 5 năm 1867 – 28 tháng 5 năm 1944) là mẹ của Hoàng đế Karl I của Áo và là đứa con thứ năm của Georg I của Sachsen và Maria Ana của Bồ Đào Nha.